# Goulier
Goulier är en kommun i departementet Ariège i regionen Occitanien i södra Frankrike. Kommunen ligger  i kantonen Vicdessos som ligger i arrondissementet Foix. År 2018 hade Goulier 47 invånare.

## Befolkningsutveckling
Antalet invånare i kommunen Goulier
Referens: INSEE